# 한국 한자음 독음 목록
한국 한자음 독음 목록은 현대 한국어에서 한자음 표기에 쓰이는 한글 음절을 가나다순으로 정리한 것이다. 숫자는 해당음절에 대응하는 독음에 대응하는 한자를 모두 더한 값을 나타낸다.(예를 들어 惡는 "악"과 "오"에 각각 포함된다) 한자 한 글자에 독음이 둘 이상 있을 경우에는 겹쳐서 나타난다. 현대 한국어에서 한자어 주음에 쓰이는 한글 음절은 모두 513개이다.

## ㄱ(62)
- 가-237
- 각-150
- 간-224
- 갈-132
- 감-232
- 갑-81
- 강-302
- 개-269
- 객-16
- 갱-47
- 갹-23
- 거-246
- 건-512
- 걸-37
- 검-56
- 겁-54
- 게-19
- 격-158
- 견-223
- 결-153
- 겸-72
- 겹-21
- 경-401
- 계-313
- 고-386
- 곡-134
- 곤-162
- 골-52
- 공-228
- 과-188
- 곽-70
- 관-193
- 괄-82
- 광-176
- 괘-28
- 괴-161
- 괵-48
- 굉-
- 교-331
- 구-690
- 국-191
- 군-76
- 굴-96
- 궁-55
- 권-155
- 궐-85
- 궤-147
- 귀-118
- 규-224
- 균-60
- 귤-18
- 극-139
- 근-123
- 글-10
- 금-141
- 급-60
- 긍-75
- 기-647
- 긴-14
- 길-37
- 김-1
- 끽-10

## ㄴ(39)
- 나
- 낙
- 난
- 날
- 남
- 납
- 낭
- 내
- 냑
- 냥
- 녀
- 녁
- 년
- 녈
- 념
- 녑
- 녕
- 녜
- 노
- 녹
- 논
- 농
- 놜
- 뇌
- 뇨
- 뇩
- 누
- 눈
- 눌
- 뉴
- 뉵
- 늑
- 능
- 니
- 닉
- 닌
- 닐
- 님-3
- 닙

## ㄷ(18)
- 다
- 단
- 달
- 담
- 답
- 당
- 대
- 덕
- 도
- 독
- 돈
- 돌
- 동
- 두
- 둑
- 둔
- 득
- 등

## ㄹ(41)
- 라
- 락
- 란
- 랄
- 람
- 랍
- 랑
- 래
- 랭-2
- 랴-1
- 략
- 량
- 려
- 력
- 련
- 렬
- 렴
- 렵
- 령
- 례
- 로
- 록
- 론
- 롤
- 롱
- 뢰
- 료
- 룡
- 루
- 류
- 륙
- 륜
- 률
- 륭
- 륵
- 름
- 릉
- 리
- 린
- 림
- 립

## ㅁ(30)
- 마
- 막
- 만
- 말
- 맘
- 망
- 매
- 맥
- 맹
- 먀-1
- 멈-3
- 메-1
- 멱
- 면
- 멸
- 명
- 몌
- 모
- 목
- 몰
- 몽
- 묘
- 무
- 묵
- 문
- 물
- 믐-1
- 미
- 민
- 밀

## ㅂ(28)
- 바-4
- 박
- 반
- 발
- 밤-7
- 방
- 배
- 백
- 번
- 벌
- 범
- 법
- 벽
- 변
- 별
- 병
- 보
- 복
- 본
- 봉
- 부
- 북
- 분
- 불
- 붕
- 비
- 빈
- 빙

## ㅅ(45)
- 사
- 삭
- 산
- 살
- 삼
- 삽
- 상
- 새
- 색
- 생
- 서
- 석
- 선
- 설
- 섬
- 섭
- 성
- 세
- 소
- 속
- 손
- 솔
- 송
- 솨-4
- 솰-7
- 쇄
- 쇠
- 수
- 숙
- 순
- 술
- 숭
- 쉬
- 슬
- 습
- 승
- 시
- 식
- 신
- 실
- 심
- 십
- 싱-1
- 쌍
- 씨

## ㅇ(69)
- 아
- 악
- 안
- 알
- 암
- 압
- 앙
- 애
- 액
- 앵
- 야
- 약
- 양
- 어
- 억
- 언
- 얼
- 엄
- 업
- 에
- 여
- 역
- 연
- 열
- 염
- 엽
- 영
- 예
- 오
- 옥
- 온
- 올
- 옹
- 와
- 완
- 왈
- 왕
- 왜
- 외
- 왹-1
- 요
- 욕
- 용
- 우
- 욱
- 운
- 울
- 웅
- 원
- 월
- 위
- 유
- 육
- 윤
- 율
- 융
- 은
- 을
- 음
- 읍
- 응
- 의
- 이
- 익
- 인
- 일
- 임
- 입
- 잉

## ㅈ(41)
- 자
- 작
- 잔
- 잘-7
- 잠
- 잡
- 장
- 재
- 쟁
- 저
- 적
- 전
- 절
- 점
- 접
- 정
- 제
- 조
- 족
- 존
- 졸
- 종
- 좌
- 죄
- 주
- 죽
- 준
- 줄
- 중
- 즉
- 즐
- 즘-2
- 즙
- 증
- 지
- 직
- 진
- 질
- 짐
- 집
- 징

## ㅊ(43)
- 차
- 착
- 찬
- 찰
- 참
- 찹-4
- 창
- 채
- 책
- 처
- 척
- 천
- 철
- 첨
- 첩
- 청
- 체
- 초
- 촉
- 촌
- 총
- 촤-7
- 촬
- 쵀
- 최
- 추
- 축
- 춘
- 출
- 충
- 췌
- 취
- 측
- 츤
- 츰
- 층
- 치
- 칙
- 친
- 칠
- 침
- 칩
- 칭

## ㅋ(2)
- 카-2
- 쾌-17

## ㅌ(19)
- 타
- 탁
- 탄
- 탈
- 탐
- 탑
- 탕
- 태
- 택
- 탱
- 터
- 토
- 톤
- 통
- 퇴
- 투
- 퉁-2
- 특
- 틈

## ㅍ(19)
- 파
- 판
- 팔
- 패
- 팽
- 퍅-2
- 편
- 폄
- 평
- 폐
- 포
- 폭
- 표
- 품
- 풍
- 피
- 픽
- 필
- 핍

## ㅎ(57)
- 하
- 학
- 한
- 할
- 함
- 합
- 항
- 해
- 핵
- 행
- 향
- 허
- 헌
- 헐
- 험
- 혁
- 현
- 혈
- 혐
- 협
- 형
- 혜
- 호
- 혹
- 혼
- 홀
- 홍
- 화
- 확
- 환
- 활
- 황
- 홰
- 회
- 획
- 횡
- 효
- 후
- 훈
- 훌
- 훙
- 훤
- 훼
- 휘
- 휴
- 휵
- 휼
- 흉
- 흑
- 흔
- 흘
- 흠
- 흡
- 흥
- 희
- 히
- 힐

## 참고 문헌
- 단국대학교 한한대사전